# Канва (Бергамо)
Канва је насеље у Италији у округу Бергамо, региону Ломбардија.
Према процени из 2011. у насељу је живело 49 становника. Насеље се налази на надморској висини од 306 м.